# Niñas mal (canción)
«Niñas mal» es el tercer sencillo del álbum Nikki Clan de la banda mexicana de pop rock del mismo nombre. La canción forma parte de la banda sonora de la película mexicana "Niñas mal", producida por Columbia Pictures México. La canción fue incluida en un reelanzamiento del álbum Nikki Clan.

## Video musical
En el vídeo musical aparecen los chicos de la banda tratando de impresionar a unas chicas rebeldes y presumidas. De la misma forma, la cantante Yadira Gianola aparece tratando de imitarlas sin lograr nada, excepto serias consecuencias. El vídeo musical fue estrenado en febrero de 2007 por MTV Latinoamérica.